# Malin Åkermanová
Malin Maria Åkermanová (* 12. květen 1978, Stockholm, Švédsko), nepřechýleně Åkerman, je kanadská herečka, modelka a zpěvačka. Zlom v kariéře nastal po účinkování v několika kanadských filmových produkcích. První větší role získala ve filmech Těsně vedle (2007) a 27 šatů (2008). V roce 2009 si zahrála roli v superhrdinském filmu Strážci – Watchmen, za kterou získala nominaci na cenu Saturn v kategorii nejlepší herečka ve vedlejší roli. Ten samý rok si zahrála ve filmech Návrh a Trable v ráji. V roce 2010 získala jednu z hlavních rolí v komediálním seriálu Childrens Hospital. V roce 2012 si zahrála v komedii Tohle je ráj a v muzikálovém filmu Rock of Ages. Vedlejší roli si získala v sitcomu Zajataci předměstí a hlavní roli v seriálu Trophy Wife, který v období 2013 až 2014 vysílala stanice ABC. Kromě herectví a občasného modelingu měla menší pěveckou kariéru jako hlavní vokalista pro rockovou skupinu The Petalstones, kterou však právě kvůli kariéře herečky opustila.

## Začátky
Malin se narodila ve Stockholmu matce modelce. Když jí byly dva roky, odstěhovala se rodina do Kanady. Po rozvodu rodičů se otec vrátil zpět na sever Evropy, zatímco Malin zůstala s matkou v Kanadě. Žila v městečku Niagara-on-the-Lake, dokud se nedostala na vyšší školy.

## Kariéra
Když bylo Malin 17, vyhrála v Kanadě soutěž společnosti Ford Models, která hledala nové modelky. Účinkovala v několika spotech a reklamách. Po kariéře modelky se dala na herectví a přestěhovala se do Kalifornie. Dostala roli v několika filmech, jako Ideální společnost nebo Zahulíme, uvidíme, kde si zahrála krásnou manželku ošklivého a olezlého "Freakshowa". Objevila se i v seriálu HBO The Comeback.
Větších rolí se dočkala až v roce 2007, kdy se objevila ve filmu Těsně vedle s Benem Stillerem, dále ve filmu 27 šatů s Katherine Heiglovou a Edwardem Burnsem. V roce 2013 účinkovala ve filmu Strážci – Watchmen, kde se objevila jako Silk Spectre II. Za roli získala nominaci na cenu Saturn. Ten samý rok si zahrála ve filmech Návrh a Trable v ráji. V roce 2010 získala jednu z hlavních rolí v komediálním seriálu Childrens Hospital. V roce 2012 si zahrála v komedii Tohle je ráj a v muzikálovém filmu Rock of Ages. Vedlejší roli si získala v sitcomu Zajataci předměstí a hlavní roli v seriálu Trophy Wife, který v období 2013 až 2014 vysílala stanice ABC. V roce 2013 si zahrála ve filmech CBGB: Kolébka punku, Cottage Country a Kódované vysílání. V roce 2015 si zahrála ve filmu Poslední nás zachrání. V roce 2017 začala hrát v seriálu Miliardy roli Lary Axelrod. V roce 2018 se objevila po boku Dwayne Johnsona ve filmu Rampage Ničitelé.

## Osobní život
V roce 2007 se Malin provdala za italského hudebníka Roberta Zinconeho. Dvojice se seznámila v roce 2003, kdy se stala hlavní vokalistkou skupiny The Petalstones, ve které hrál Zincone na bubny. Syn Sebastian se narodil dne 16. dubna 2013. V listopadu dvojice oznámila, že se rozchází a Zincone zažádal o rozvod dne 2. prosince 2013. V říjnu roku 2017 se zasnoubila s hercem Jackem Donnellym. Dvojice se vzala v prosinci roku 2018 v Mexiku.

## Filmografie

### Film
| Rok  | Název                           | Role                             | Poznámky            |
| ---- | ------------------------------- | -------------------------------- | ------------------- |
| 2000 | Lebky                           | dívka v Calebovo bytě            |                     |
| 2002 | Uzavřený kruh                   | Tess                             |                     |
| 2003 | Ideální společnost              | Tanci                            |                     |
| 2004 | Zahulíme, uvidíme               | Liane                            |                     |
| 2007 | Invaze                          | Autumn                           |                     |
| 2007 | Bratři Solomonovi               | Tara Anderson                    |                     |
| 2007 | Těsně vedle                     | Lila Cantrow                     |                     |
| 2007 | Holky jsou fajn, ale pes je pes | Daphne                           |                     |
| 2008 | 27 šatů                         | Tess Nichols                     |                     |
| 2009 | Sbohem, Sally                   | Sally Grimshaw                   | krátkometrážní film |
| 2009 | Strážci – Watchmen              | Laurie Jupiter / Silk Spectre II |                     |
| 2009 | Návrh                           | Gertrude                         |                     |
| 2009 | Trable v ráji                   | Ronnie                           |                     |
| 2010 | Bezvadíkyještěprosím            | Annie                            |                     |
| 2010 | Romantici                       | Tripler                          |                     |
| 2011 | Elektra Luxx                    | Trixie                           |                     |
| 2011 | Bang Bang Club                  | Robin Comley                     |                     |
| 2011 | Catch .44                       | Tes                              |                     |
| 2012 | Tohle je ráj                    | Eva                              |                     |
| 2012 | The Giant Mechanical Man        | Jill                             |                     |
| 2012 | Rock of Ages                    | Constance Sack                   |                     |
| 2012 | Unesená                         | Riley Jeffers                    |                     |
| 2012 | Hotel Noir                      | švédská Mary                     |                     |
| 2013 | Cottage Country                 | Cammie Ryan                      |                     |
| 2013 | Kódované vysílání               | Katherine                        |                     |
| 2013 | CBGB: Kolébka punku             | Debbie Harry                     |                     |
| 2015 | Poslední nás zachrání           | Amanda Cartwright/Nancy          |                     |
| 2015 | Unity                           | vypravěč (hlas)                  | dokument            |
| 2015 | I'll See You in My Dreams       | Katherine Petersen               |                     |
| 2016 | Provinění                       | Emily                            |                     |
| 2016 | The Ticket                      | Sam                              |                     |
| 2018 | Rampage Ničitelé                | Claire Wyden                     |                     |
| 2019 | Ke hvězdám                      | Grace Richmond                   |                     |
| 2019 | En del av mitt hjärta           | Isabella                         |                     |
| 2020 | Friendsgiving                   | Molly                            | také producent      |
| 2020 | Noční návštěva                  | Margot                           |                     |
| 2021 | Cold Providence                 | Gill                             |                     |
| —    | Chick Fight                     | Anna                             |                     |

### Televize
| Rok        | Název                              | Role                               | Poznámky                                                    |
| ---------- | ---------------------------------- | ---------------------------------- | ----------------------------------------------------------- |
| 1997       | Země: poslední konflikt            | Avatar                             | díl: „Truth“                                                |
| 2000       | The Others                         | Diane Stillman                     | díl: „Pilot“                                                |
| 2000       | Lovci pokladů                      | Elena                              | díl: „Affaire de Coeur“                                     |
| 2001       | Twice in a Lifetime                | Ramona Dubois                      | díl: „Knockout“                                             |
| 2001       | Doc                                | Maddy Dodge                        | díl: „Face in the Mirror“                                   |
| 2001       | Witchblade                         | Karen Bronte                       | díl: „Conundrum“                                            |
| 2002       | Detektiv Nero Wolfe                | Server Girl #11                    | díl: „Poison à la Carte“                                    |
| 2005, 2014 | Návrat na výsluní                  | Juna Millken                       | 15 dílů                                                     |
| 2006       | Love Monkey - Hoch se zlatým uchem | Kira Dungen                        | díl: „Sebedůvěra“                                           |
| 2006       | Vincentův svět                     | Tori                               | 2 díly                                                      |
| 2010       | Jak jsem poznal vaši matku         | Stella ve filmu                    | díl: „Nevěsta“                                              |
| 2010–2016  | Childrens Hospital                 | Dr. Valerie Flame                  | 41 dílů                                                     |
| 2012       | Žhavá láska                        | Willow                             | 8 dílů                                                      |
| 2012       | Zajatci předměstí                  | Alex Altman                        | 3 díly                                                      |
| 2013, 2014 | Newsreaders                        | Ingrid Hagerstown                  | 2 díly                                                      |
| 2013       | Robot Chicken                      | Black Widow / Nerdova neteř (hlas) | díl: „Robot Fight Accident“                                 |
| 2013–2014  | Trophy Wife                        | Kate Harrison                      | 22 dílů                                                     |
| 2014       | Welcome to Sweden                  | Herself                            | díl: „Breakups“                                             |
| 2015       | Souboj playbacků                   | Herself                            | díl: „Stephen Merchant vs. Malin Åkerman“                   |
| 2015       | Sin City Saints                    | Dusty Halford                      | 8 dílů                                                      |
| 2016       | Easy                               | Lucy                               | díl: „Utopia“                                               |
| 2016       | Comedy Bang! Bang!                 | Samu sebe                          | díl: „Malin Åkerman Wears a Black Blouse and Cropped Jeans“ |
| 2016–dosud | Miliardy                           | Lara Axelrod                       | hlavní role, 37 dílů                                        |
| 2019       | Drunk History                      | Beulah Annan                       | díl: „Femme Fatales“                                        |
| 2019       | Dollface                           | Celeste                            | 5 dílů                                                      |
| 2020       | Zdravotní policie                  | Dr. Valerie Flame                  | 3 díly                                                      |
| 2020       | Prism                              | Rachel Lewis                       | pilot                                                       |